# Mistrzostwa Europy w Kajakarstwie 2006
18. Mistrzostwa Europy w Kajakarstwie – zawody, które odbyły się w dniach 6–9 lipca 2006 roku w Račicach (Czechy).

## Tabela medalowa
| Miejsce | Państwo         | Złoto | Srebro | Brąz | Razem |
| ------- | --------------- | ----- | ------ | ---- | ----- |
| 1       | Węgry           | 10    | 4      | 4    | 18    |
| 2       | Niemcy          | 4     | 11     | 3    | 18    |
| 3       | Rosja           | 4     | 1      | 1    | 6     |
| 4       | Białoruś        | 2     | 3      | 2    | 7     |
| 5       | Rumunia         | 2     | 2      | 3    | 7     |
| 6       | Słowacja        | 2     | 0      | 0    | 2     |
| 7       | Hiszpania       | 1     | 1      | 1    | 3     |
| 8       | Polska          | 1     | 1      | 0    | 2     |
| 9       | Wielka Brytania | 1     | 0      | 0    | 1     |
| 10      | Litwa           | 0     | 2      | 2    | 4     |
| 11      | Czechy          | 0     | 2      | 0    | 2     |
| 12      | Ukraina         | 0     | 0      | 3    | 3     |
| 13      | Włochy          | 0     | 0      | 2    | 2     |
| 13      | Szwecja         | 0     | 0      | 2    | 2     |
| 15      | Dania           | 0     | 0      | 1    | 1     |
| 15      | Francja         | 0     | 0      | 1    | 1     |
| 15      | Finlandia       | 0     | 0      | 1    | 1     |
| 15      | Izrael          | 0     | 0      | 1    | 1     |
| Razem   | Razem           | 27    | 27     | 27   | 81    |

## Medaliści

### Mężczyźni

#### Kanadyjki
| Konkurencja | Złoto                                                                                          | Czas     | Srebro                                                                                              | Czas     | Brąz                                                                                     | Czas     |
| C-1 200 m   | Maksim Opalew                                                                                  | 38,975   | Martin Doktor                                                                                       | 39,531   | Jevgenijus Šuklinas                                                                      | 39,543   |
| C-1 500 m   | Maksim Opalew                                                                                  | 1:49,935 | Florin Mironcic                                                                                     | 1:51,127 | Jurij Czeban                                                                             | 1:51,155 |
| C-1 1000 m  | Florin Mironcic                                                                                | 3:54,600 | Andreas Dittmer                                                                                     | 3:54,844 | Maksim Opalew                                                                            | 3:55,376 |
| C-2 200 m   | Rosja · Jewgienij Ignatow · Iwan Sztyl                                                         | 35,859   | Litwa · Raimundas Labuckas · Tomas Gadeikis                                                         | 36,503   | Ukraina · Serhij Kłymniuk · Dmytro Sablin                                                | 36,775   |
| C-2 500 m   | Rosja · Siergiej Ulegin · Aleksandr Kostogłod                                                  | 1:39,626 | Niemcy · Robert Nuck · Stefan Holtz                                                                 | 1:40,810 | Rumunia · Iosif Chirilă · Andrei Cuculici                                                | 1:40,954 |
| C-2 1000 m  | Polska · Marcin Grzybowski · Łukasz Woszczyński                                                | 3:32,807 | Niemcy · Christian Gille · Tomasz Wylenzek                                                          | 3:32,935 | Białoruś · Andrej Bahdanowicz · Alaksandr Bahdanowicz                                    | 3:35,039 |
| C-4 200 m   | Białoruś · Dzmitri Rabczanka · Dzmitri Wajczikin · Kanstantin Szczarbak · Aliaksandr Wałczeski | 33,241   | Węgry · Pal Sarudi · Marton Joob · Gábor Horváth · Peter Balazs                                     | 33,373   | Litwa · Raimundas Labuckas · Tomas Gadeikis · Jewgienij Miasniankin · Kazimieras Reksnys | 33,449   |
| C-4 500 m   | Rumunia · Florin Mironcic · Gabiel Talpa · Silviu Simioncencu · Loredan Popa                   | 1:30,286 | Białoruś · Alaksandr Kurliandczyk · Alaksandr Żukouski · Alaksandr Bahdanowicz · Andrej Bahdanowicz | 1:31,818 | Węgry · Imre Pulai · Ferenc Novák · Edvin Csabai · Gabor Furdok                          | 1:33,890 |
| C-4 1000 m  | Niemcy · Robert Nuck · Stefan Holtz · Thomas Luck · Stephan Breuing                            | 3:14,459 | Białoruś · Dzmitri Rabczanka · Dzmitri Wajczikin · Kanstantin Szczarbak · Aliaksandr Wałczeski      | 3:15,407 | Węgry · Marton Metka · Robert Mike · Matyas Safran · Gabor Balazs                        | 3:16,923 |

#### Kajaki
| Konkurencja | Złoto                                                                                  | Czas     | Srebro                                                                                 | Czas     | Brąz                                                                    | Czas     |
| K-1 200 m   | Ronald Rauhe                                                                           | 34,516   | Carlos Pérez                                                                           | 34,644   | Mykoła Kremer                                                           | 35,252   |
| K-1 500 m   | Zoltan Benko                                                                           | 1:38,428 | Anton Riachow                                                                          | 1:38,872 | Lutz Altepost                                                           | 1:38,988 |
| K-1 1000 m  | Tim Brabants                                                                           | 3:28,586 | Zoltan Benko                                                                           | 3:30,162 | Markus Oscarsson                                                        | 3:30,538 |
| K-2 200 m   | Niemcy · Ronald Rauhe · Tim Wieskötter                                                 | 31,818   | Litwa · Alvydas Duonela · Egdius Balciunas                                             | 31,958   | Izrael · Micha’el Kolganow · Barak Lufan                                | 31,994   |
| K-2 500 m   | Niemcy · Ronald Rauhe · Tim Wieskötter                                                 | 1:27,505 | Węgry · Zoltán Kammerer · Gabor Kucsera                                                | 1:27,697 | Białoruś · Raman Piatruszenka · Wadzim Machnieu                         | 1:28,249 |
| K-2 1000 m  | Węgry · Zoltán Kammerer · Gabor Kucsera                                                | 3:09,703 | Niemcy · Andreas Ihle · Rupert Wagner                                                  | 3:10,455 | Hiszpania · Javier Agueria Hernanz · Pablo Banos Yerga                  | 3:11,955 |
| K-4 200 m   | Białoruś · Raman Piatruszenka · Alaksiej Abałmasau · Dziamin Turczyn · Wadzim Machnieu | 29,893   | Czechy · Svatopluk Batka · Jan Sterba · Pavel Holubar · Filip Svab                     | 29,989   | Węgry · Viktor Kadler · Gergely Gyertanos · Balazs Babella · Istvan Bee | 30,069   |
| K-4 500 m   | Słowacja · Michal Riszdorfer · Richard Riszdorfer · Erik Vlcek · Robert Erban          | 1:20,136 | Rumunia · Marian Băban · Alin Anton · Alexandru Ceausu · Vasile Stefan                 | 1:20,616 | Węgry · Marton Sik · Attila Csamango · Attila Boros · Gabor Bozsik      | 1:20,664 |
| K-4 1000 m  | Słowacja · Michal Riszdorfer · Richard Riszdorfer · Erik Vlcek · Robert Erban          | 2:50,377 | Białoruś · Raman Piatruszenka · Alaksiej Abałmasau · Dziamin Turczyn · Wadzim Machnieu | 2:50,437 | Niemcy · Lutz Altepost · Norman Bröckl · Björn Bach · Björn Goldschmidt | 2:50,733 |

### Kobiety

#### Kajaki
| Konkurencja | Złoto                                                                       | Czas     | Srebro                                                                       | Czas     | Brąz                                                                          | Czas     |
| K-1 200 m   | Teresa Portela                                                              | 39,933   | Tímea Paksy                                                                  | 40,181   | Anne-Laure Viard                                                              | 40,949   |
| K-1 500 m   | Dalma Benedek                                                               | 1:52,218 | Beata Mikołajczyk                                                            | 1:52,802 | Nicole Reinhardt                                                              | 1:52,830 |
| K-1 1000 m  | Dalma Benedek                                                               | 3:53,155 | Katrin Wagner-Augustin                                                       | 3:53,635 | Josefa Idem                                                                   | 3:56,735 |
| K-2 200 m   | Węgry · Katalin Kovács · Natasa Janics                                      | 36,804   | Niemcy · Fanny Fischer · Katrin Wagner-Augustin                              | 37,132   | Finlandia · Jenni Honkanen · Anne Rikala                                      | 37,168   |
| K-2 500 m   | Węgry · Katalin Kovács · Natasa Janics                                      | 1:39,733 | Niemcy · Fanny Fischer · Katrin Wagner-Augustin                              | 1:41,017 | Włochy · Fabiana Sgrol · Alessandra Galiotto                                  | 1:41,381 |
| K-2 1000 m  | Węgry · Katalin Kovács · Natasa Janics                                      | 3:36,160 | Niemcy · Gesine Ruge · Judith Hörmann                                        | 3:37,556 | Dania · Anne Lolk Thomsen · Mette Bradfod                                     | 3:38,328 |
| K-4 200 m   | Węgry · Tímea Paksy · Katalin Kovács · Natasa Janics · Melinda Patyi        | 33,939   | Niemcy · Carolin Leonhardt · Judith Hörmann · Nicole Reinhardt · Gesine Ruge | 34,777   | Szwecja · Josefin Nordlöw · Karin Johansson · Anna Karlsson · Sofia Paldanius | 35,125   |
| K-4 500 m   | Węgry · Tímea Paksy · Katalin Kovács · Natasa Janics · Krisztina Fazekas    | 1:31,458 | Niemcy · Carolin Leonhardt · Judith Hörmann · Conny Waßmuth · Gesine Ruge    | 1:32,714 | Rumunia · Florica Vulpeș · Mariana Ciobanu · Lidia Talpă · Alina Platon       | 1:34,274 |
| K-4 1000 m  | Węgry · Tímea Paksy · Katalin Kovács · Natasa Janics · Alexandra Keresztesi | 3:15,389 | Niemcy · Carolin Leonhardt · Silke Hörmann · Miriam Frenken · Tanja Schuck   | 3:17,617 | Rumunia · Florica Vulpeș · Mariana Ciobanu · Lidia Talpă · Alina Platon       | 3:17,885 |